# Edwin Carr Jr.
Edwin Carr (Edwin William J. Carr Jr.; * 2. September 1928; † 25. März 2018) war ein australischer Sprinter.
Bei den British Empire Games 1950 in Auckland siegte er über 440 Yards und mit der australischen 4-mal-440-Yards-Stafette.
1952 erreichte er bei den Olympischen Spielen in Helsinki über 200 m das Viertelfinale. Über 400 m schied er ebenso im Vorlauf aus wie in der 4-mal-100- und der 4-mal-400-Meter-Staffel als Teil der australischen Mannschaft.
1949, 1950 und 1952 wurde er Australischer Meister über 440 Yards.
Edwin Carr war der Sohn des Sprinters und Rugby-Union-Spielers Edwin „Slip“ Carr.

## Persönliche Bestzeiten
- 220 Yards: 21,6 s, 1951 (entspricht 21,5 s über 200 m)
- 440 Yards: 47,6 s, 31. Dezember 1949, Adelaide (entspricht 47,3 s über 400 m)